# Nanticoke

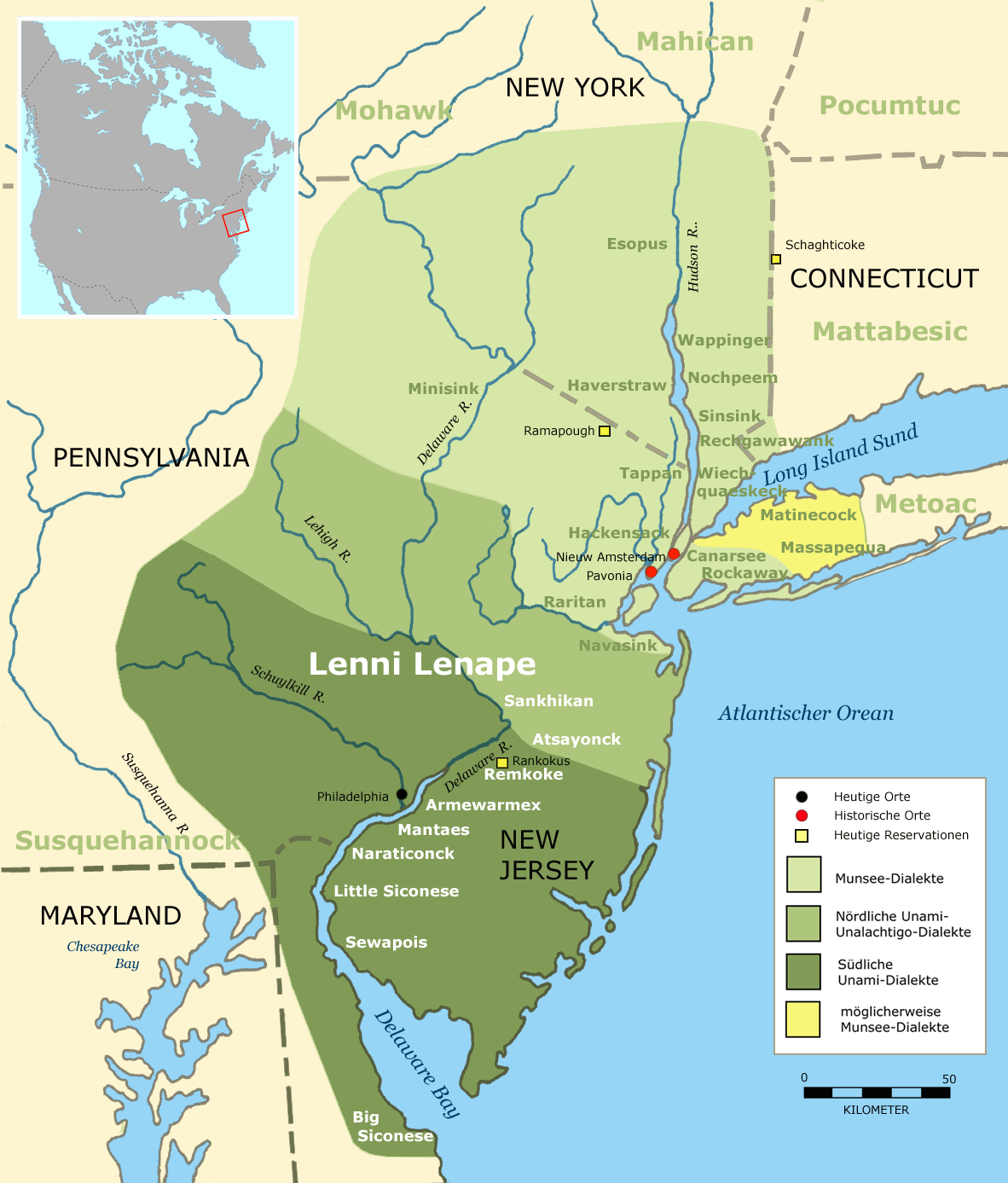
Ubicación geográfica de los Nanticoke

Los Nanticoke, son una nación amerindia, originariamente habitaban la parte este de Maryland y el sur de Delaware.  Actualmente están concentrados en el condado de Sussex en Delaware.

## Demografía
Hacia 1600 eran unos 2700 indios, pero la guerra y las enfermedades los redujeron a 500 en 1722 y a 140 en 1756. En 1950 había unos 700, muy mezclados con los negros, bajo la denominación de choptank, wicocomoy y wimash. En  1980 se calculaban unos 400 junto con los piscataway, pero en 1990 estaban registrados un millar.
Según datos del censo de los EE. UU. de 2000, había 860 puros, 44 mezclados con otras tribus, 642 mezclados con otras razas y 55 mezclados con otras razas y otras tribus. En total, 1.601 individuos.

## Costumbres
Subsistían del cultivo del maíz y del tabaco, y de la pesca y de poner trampas. Su vivienda era el wigwam, similar a los de las tribus algonquinas de los alrededores. También utilizaban los wampumpeaq o wampums.
Su organización social posiblemente incluía un gran caudillo o tayac que tenía subordinados a los jefes de las diferentes bandas o subtribus. A su lado había un werowance o jefe mayor, así como un Wiso o Consejo de Paz y un Cockarous o consejo de guerra. También celebraban matchacomicos, reuniones del consejo. Estaban relacionados con los conoy y la fracción Unalachtigo de los lenape.
Creían en Manitú y hacían sacrificios a Okee, espíritu del mal. También hacían ceremonias para el tabaco, considerada planta sagrada, y enterraban los muertos en una qurackeson (casa de muertos). El grupo incluye a los arseek, cuscarawaoc, nause, ozinies y sarapinagh.

## Historia
Ya fueron visitados por el italiano Giovanni Verrazano en 1524, y en 1608 el inglés John Smith llegó al río Kuskarawask (uno de los otros nombre de la tribu). En 1627 William Glaiborne estableció una fortificación en la isla de Kent, y entonces se calculaba que tenían unos 200 guerreros. Hacia 1632 su territorio fue cedido a George Calvert, quien en 1634 facilitó la llegada de 200 colonos en dos barcos, el Ark y el Dove, que fundaron una colonia en la isla Blakiston, cerca del río Potomac. 
Desde 1642, año del fin de la Guerra de Opechankanough, y hasta 1678 estuvieron en constante guerra con los colonos de Maryland por la posesión de la tierra, organizando incursiones guerreras. Entre 1642 y 1647 fueron atacados por el capitán John Price, quien les destruyó los campos de maíz. El 5 de julio de 1652 los conestoga o susquehannock hicieron un Tratado con Maryland, y en 1666 el jefe Mattaagund apeló al gobierno de Maryland contra las injurias y robos de tierras.
El 1 de mayo de 1668 el tayac “emperador” Unnacokasimmon firmaría hasta cinco tratados de paz y cesión de tierras. Pero, a pesar de todo, en 1677-1678 atacaron las plantaciones, lo cual provocaría una expedición militar de represalia a sus campamentos en 1682.
Parece ser que hacia 1698 ya conocían las reservas; en 1649 se crearon las primeras para los choptank, y en 1698 para los nanticoke en Dorchester. Ambos fueron trasladados a Chiconi en 1704 y en 1711 a 3.000 acres en Broad Creek. De este modo la situación les convidaba a irse, y hacia 1722 la mayoría se fue hacia el Norte con los iroqueses de Nueva York, con otros wappinger y mohicanos, con quienes se establecieron cerca de 1784 en el valle del Ohio, junto con los lenape. Esto lo aprovecharían los colonos en 1723 para intentar tomarle las tierras a William Ashquash, hijo del último tayac y último habitante de la reserva.
En 1742 intentaron rebelarse, y en 1748 fueron con los iroqueses a Pensilvania, al tiempo que se establecieron en Bringhanton (Nueva York) y Grand River (Ontario). El grupo de Ontario estaba compuesto por 11 individuos en 1785, que pasaron a 10 en 1811, sólo 2 en 1813 y 47 en 1843.
Los que se quedaron enviaron en 1759 una delegación a hacer una demanda al gobernador Horatio Sharpe, de manera que en 1767 recibieron 666,66 $ en compensación por las tierras arrebatadas. En 1761, junto con algunos piscataway, solicitaron quedarse en Maryland, y en 1780 recibieron misioneros que les cristianizaron. Además, en 1801 murió Molley Mulberry, último choptank, y en 1856 Lydia Clark (1781-1856), última hablante de nanticoke. Entre 1800 y 1830 vivían generalmente de la caza furtiva. 
Dos dirigentes nanticoke, Levin Sockum e Isaac Harman, se dedicaron al comercio y dieron prosperidad a la comunidad, pero tras la revuelta de Nat Turner en 1831 fueron considerados como colored people y equiparados legalmente a negros y mulatos.  
En 1853 pidieron desde Canadá al gobierno de Maryland que les pagase las tierras arrebatadas. El mismo año, Levin Sockum fue acusado en Delaware de violar la ley que prohibía vender armas de fuego a la colored people, por haberlo hecho a su amigo Issac Harman, pero solo se le impuso una multa de 80 $.
Hacia 1867 se hicieron metodistas, y en 1872 Harman se convirtió en el propietario más importante de la zona. Pero la Ley de Segregación Racial de 1875 les obligó a pagar un impuesto por las escuelas, lo cual les causó indignación. Y como las leyes de 1881 y de 1903 no les definían como indios, desde 1885 muchos emigraron a San Francisco. 
En 1922 Fred Clark, Lincoln Harman y el jefe William Russell Clark (muerto en 1928), que ocupaba el cargo desde 1921 y era descendiente de Lydia Clark, fundaron la Nanticoke Indian Association. El jefe Russell Clark recibió al antropólogo Frank Speck, quien recogió sus tradiciones. Por otra parte, el 24 de febrero de 1922 la NIA recibió la carta de incorporación a Delaware. Recuperaron tradiciones, pero también fueron discriminados como negros los que se incorporaron como voluntarios de guerra.
Los jefes desde entonces han sido Ferdinand y Robert Clark (1928-1932) y Charles Clark (1932-1971). Kenneth S. Clark hizo renacer la NIA en 1975, y fue reelegido como jefe en 1987. Fue el artífice de la entrada del grupo en la Coalition of Eastern Native Americans. También patrocinó la creación en 1977 de la Nanticoke Indian Heritage Project, que recibió subvenciones estatales y, desde 1980, un edificio. Así, en 1979 organizaron la celebración de un powwow donde participaron 30.000 indios de todas las naciones.